# Златевци
Злàтевци е село в Северна България, община Габрово, област Габрово.

## География
Село Златевци се намира на около 7 km северозападно от центъра на град Габрово и около 2,5 km изток-североизточно от село Враниловци. Разположено е в широката долина югозападно от платото Стражата, между два малки притока на река Лопушница с извори в подножията на платото. Климатът е умереноконтинентален. Надморската височина в центъра на селото е около 380 m, в южния му край намалява до около 350 m, а в северния нараства до около 400 m. Общинският път за Златевци е северно отклонение в село Янковци от второкласния републикански път II-44 (Севлиево – Габрово), минава през село Милковци, а след Златевци продължава през селата Лоза и Петровци до кръстовище с пътя от село Враниловци (път II-44) до село Армените.
Населението на село Златевци, наброявало 251 души при преброяването към 1934 г., намалява до 96 към 1985 г. и до 55 души (по текущата демографска статистика за населението) към 2019 г.

## История
През 1978 г. дотогавашното населено място колиби Златевци придобива статута на село.
Във фондовете на Държавния архив Габрово се съхраняват документи от съответни периоди на/за:
- Списък на фондове от масив „K“:

– Народно начално училище – с. Златевци, Габровско; фонд 701K; 1912 – 1956;
– Народно читалище „Пробуда“ – с. Златевци, Габровско; фонд 819K; 1929 – 1944;
- Списък на фондове от масив „С“:

– Народно читалище „Пробуда“ – с. Златевци, Габровско; фонд 1061; 1947 – 1970.

## Население
Преброяване на населението през 2011 г.
Численост и дял на етническите групи според преброяването на населението през 2011 г.:
|                     | Численост | Дял (в %) |
| Общо                | 82        | 100,00    |
| Българи             | 82        | 100,00    |
| Турци               | 0         | 0,00      |
| Цигани              | 0         | 0,00      |
| Други               | 0         | 0,00      |
| Не се самоопределят | 0         | 0,00      |
| Неотговорили        | 0         | 0,00      |